# Jason Lezak
Jason Lezak (Irvine, Kalifornija, 12. studenog 1975.) američki je plivač.
Višestruki je olimpijski pobjednik i svjetski prvak u plivanju.